# Revolução Guatemalteca
A Revolução Guatemalteca foi o período na história da Guatemala entre a revolta popular que derrubou o ditador Jorge Ubico em 1944 e o golpe de Estado em 1954 orquestrado pelos Estados Unidos, que removeu o presidente Jacobo Árbenz do poder. Também conhecida como os Dez Anos de Primavera, que representaram uma década dos únicos anos de democracia representativa na Guatemala de 1930 até o fim da guerra civil da Guatemala em 1996, e incluiu um programa de reforma agrária que foi extremamente influente em toda a América Latina. 
Desde o final do século XIX até 1944, a Guatemala foi governada por uma série de governantes autoritários que procuravam fortalecer a economia guatemalteca, apoiando a exportação de café. Entre 1898 e 1920, Manuel Estrada Cabrera autorizou concessões significativas para a United Fruit Company, bem como desapropriou muitas populações indígenas de suas terras comunais. Sob Jorge Ubico, que governou como ditador entre 1931 e 1944, este processo foi intensificado, com a instituição de regulamentações trabalhistas brutais e o estabelecimento de um Estado policial. 
Em junho de 1944, um movimento popular pró-democracia liderado por estudantes universitários e organizações sindicais forçaram Ubico a renunciar. Ele designou uma junta militar de três pessoas para ocupar seu lugar, liderada por Federico Ponce Vaides. Esta junta prosseguiu com as políticas opressivas de Ubico, até ser derrubada em um golpe militar liderado por Jacobo Árbenz em outubro de 1944, um evento também conhecido como a "Revolução de Outubro". Os líderes do golpe formaram uma junta que rapidamente convocou eleições abertas. Estas eleições foram vencidas em uma vitória esmagadora por Juan José Arévalo, um professor de filosofia progressista que se tornou o rosto do movimento popular. Ele implementou um programa moderado de reformas sociais, incluindo uma campanha de alfabetização amplamente bem sucedida e eleições livres em grande parte, embora as mulheres analfabetas não receberam o direito de voto e os partidos comunistas foram banidos.
Após o fim da presidência de Arévalo em 1951, Jacobo Árbenz, o líder militar progressista da revolução de 1944, foi eleito para a presidência em uma vitória esmagadora. Ele continuou as reformas de Arévalo, e também começou um ambicioso programa de reforma agrária, conhecido como Decreto 900. Sob este, as porções não cultivadas de grandes latifúndios foram desapropriados em troca de compensação e redistribuídas aos trabalhadores agrícolas atingidos pela pobreza. Cerca de 500 mil pessoas se beneficiaram com o decreto. A maioria eram povos indígenas, cujos antepassados tinham sido expropriados após a invasão espanhola.
As políticas de Árbenz entraram em conflito com a United Fruit Company, que perdeu parte de suas terras não cultivadas. A empresa pressionou o governo dos Estados Unidos a derrubar Árbenz e o Departamento de Estado respondeu projetando um golpe de Estado sob o pretexto de que Árbenz era comunista. Carlos Castillo Armas tomou o poder à frente de uma junta militar, provocando a guerra civil guatemalteca. A guerra durou de 1960 a 1996, e viu os militares apoiados pelos Estados Unidos cometerem um genocídio contra o povo indígena maia e violações generalizadas dos direitos humanos contra civis.